# رود لارامی
رود لارامی رودی است به طول ۲۸۰ مایل (۴۵۰ کیلومتر) در کشور ایالات متحده آمریکا که در ایالات‌های کلرادو و وایومینگ جریان دارد و در نهایت به رود پلیت شمالی می‌ریزد.